# Путро Олексій Іванович
Олексій Іванович Путро (2 липня 1940, Київ - 7 грудня 2011, Київ) — український історик, дослідник історії України середніх віків, доктор історичних наук, професор. Заслужений працівник освіти України, відмінник освіти України.

## Біографія
Народився 2 липня 1940 року в місті Києві. У 1964 році закінчив історико-філосфський факультет Київського державного університету за спеціальністю історія та суспільствознавство. З 1964 року — вихователь школи-інтернату у Києві, у 1964–1965 роках проходив строкову службу в Радянській армії. У 1965–1966 роках — науковий співробітник Державного історичного музею УРСР. З 1966 року — інспектор Міністерства культури УРСР. У 1966–1969 роках — аспірант, а у 1969–1972 і 1973–1975 роках — молодший науковий співробітник, старший науковий співробітник відділу історії феодалізму Інституту історії АН УРСР. У 1970 році під керівництвом доктора історичних наук К. І. Стецюк захистив кандидатську дисертацію на тему: «Становище і антифеодальна боротьба козацтва Лівобережної України (друга половина XVIII століття)». У 1972–1993 роках — старший викладач, доцент, професор, завідувач кафедри, декан факальтету Київського державного інституту культури.У 1990 році захистив докторську дисертацію на тему: «Соціально-економічний та політичний розвиток Лівобережної України II половини XVIII ст.».
У 1993–1998 роках — директор Інституту архівознавства Національної бібліотеки України імені В. І. Вернадського, з 1 березня 1999 року — професор, завідувач кафедри суспільних наук Державної академії керівних кадрів культури і мистецтв України.
У 2010 році нагороджений орденом свт. Дмитрія Ростовського.
Помер 7 грудня 2011 року. Відспівування проходило в Успенському соборі Свято-Успенської Києво-Печерської лаври.

## Праці
Автор понад 300 наукових праць з історії України і культури, архівознавства і документознавства, культурології. Серед них:
- Розвиток книгодрукування в Україні в XVIII ст. // Питання історії культури України. — К., 1995.;
- Славний рід Ханенків (до питання про джерела і авторство «Історії русів») // Українська козацька держава: витоки та шляхи історичного розвитку: Мат. 2-х Всеукр. читань. — Черкаси, 1992;
- З історії першої української політичної еміграції (за архівними джерелами XVIII ст.). «Северянський літопис», 1998, № 5;
- Гетьман України Кирило Розумовський: нові штрихи до соціально-політичного портрета // УІЖ. — 2002. — № 5.